# Elljarnet
Elljarnet est une île norvégienne du comté de Hordaland appartenant administrativement à Austrheim.

## Description
Rocheuse et désertique, à fleur d'eau, elle s'étend sur environ 138 m de longueur pour une largeur approximative de 51 m.